# Akitu

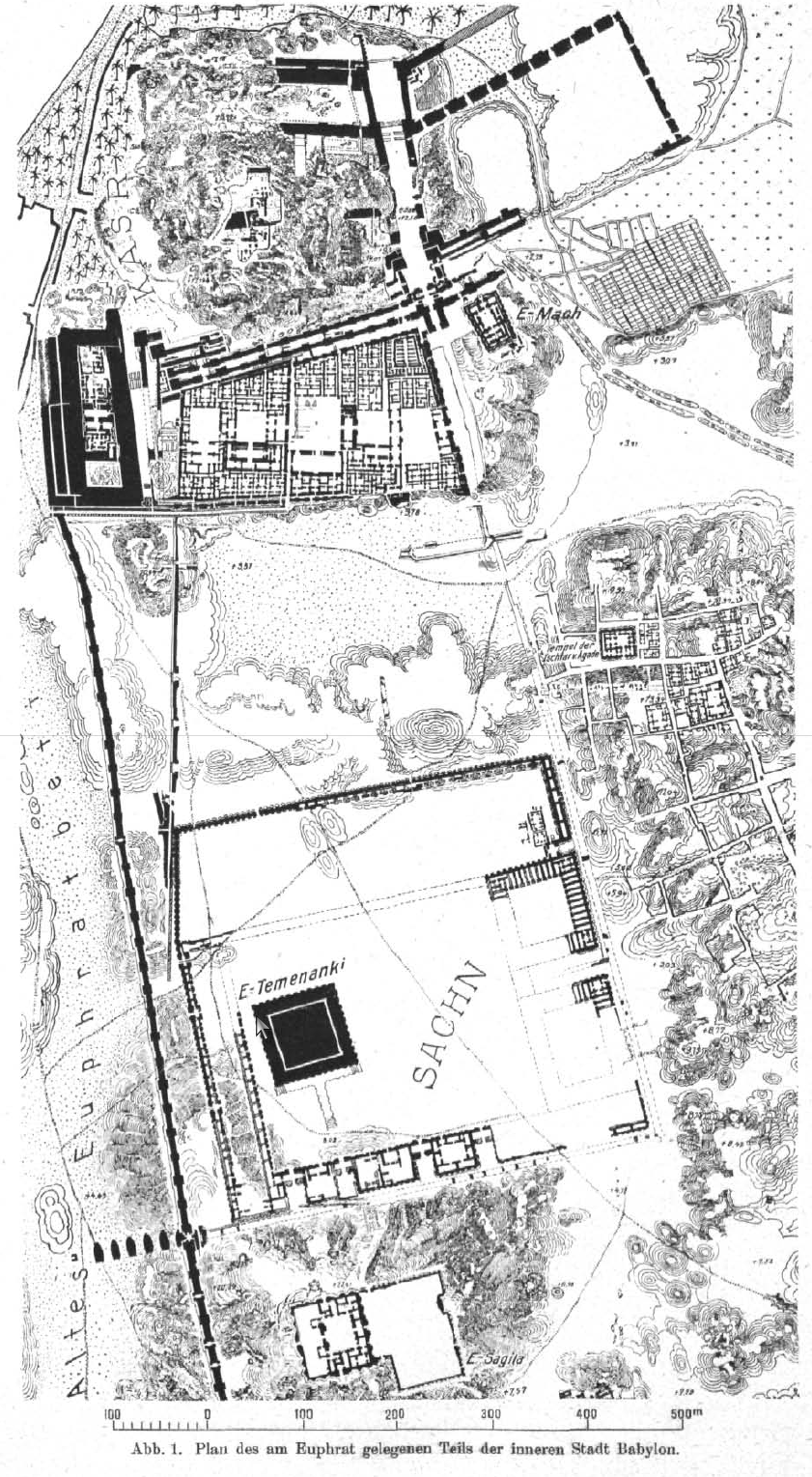
Plànol parcial de Babilònia amb l'Eufrates a l'esquerra, l'Esagila a baix i la Porta d'Ixtar a dalt.

Akitu (terme accadi del sumeri, 𒀉𒆠𒋾 Akītum, ezen á-ki-tum, akiti-šekinku (á-ki-ti-še-gur10-ku5) «tall d'ordi», akiti-šununum «sembra d'ordi», babiloni, akitu, també rêš-šattim «cap o començament de l'any») va ser una festa de primavera a l'Antiga Mesopotàmia.
El nom prové de l'emprat en sumeri per a «ordi», i originàriament marcava dos festivals que se celebraven al començament de cada un dels dos mitjos anys del calendari sumeri, amb motiu de la sembra d'ordi a la tardor i la collita de l'ordi a la primavera. La religió babilònica va arribar a dedicar-la a la victòria de Marduk sobre Tiamat.
Al Pròxim Orient, també apareix des de l'antiguitat la noció que els déus determinen el destí de tots els éssers, inclosos els humans, cada vegada que s'arriba a un Cap d'Any. En aquesta data, dictaminen la sort que han de córrer els mesos esdevenidors fins a l'any vinent. S'evoca el cicle de l'etern retorn, que té analogies en innombrables cultures i que a Babilònia queda reflectit en la festa Akitu.

## Akitu babilònica
La festa babilònica tradicionalment començava entre el 21 del mes Adar i l'1 del Nisan, considerat el primer mes de l'any (equivalent a març-abril del calendari gregorià). Durava dotze dies, comprenent complexos rituals.

### Del primer al tercer dia
El sacerdot del temple Esagila (casa de Marduk) recitava oracions tristes amb altres sacerdots i el poble responia amb oracions igualment tristes que expressaven el temor de la humanitat a l'inconegut. Aquesta por de l'inconegut explica per què el summe sacerdot encapçalava des de l'Esagila la petició diària de perdó a Marduk, pregant-li que protegís a Babilònia, la seva ciutat santa. Aquesta oració era nomenada «El Secret d'Esagila».

### Quart dia
Se seguien els mateixos rituals dels tres dies anteriors i després, a la nit, es recitava l'Epopeia de la Creació, Enuma Elix, que conta la història de com es van crear l'univers i les estacions de l'any, i com, tot seguit, tots els déus es reunien (mitjançant la col·locació de les seves estàtues juntes) davant el déu Marduk després de la seva victòria sobre Tiamat. La recitació d'aquesta epopeia era considerada com l'inici dels preparatius per a la submissió del rei de Babilònia davant de Marduk durant el cinquè dia d'Akitu.

### Setè dia
Al tercer dia del seu empresonament Nabu alliberarà Marduk. Els déus malignes l'havien tancat amb una enorme porta. Marduk estaria lluitant fins a l'arribada de Nabu, quan trencaria aquesta porta i es produiria una batalla de la qual finalment, Nabu sortiria victoriós i alliberaria Marduk.

### Vuitè dia
Quan Marduk és alliberat, les estàtues dels déus són reunides al Saló dels Destins, Ubshu-Ukkina, per deliberar el seu destí. Allà es decideix unir totes les forces dels déus i atorgar-les a Marduk. Aquí, el rei implora a tots els déus que recolzin i honrin a Marduk, estant aquesta tradició la indicació que Marduk va rebre la submissió de tots els déus i va ser únic en la seva posició i domini.

### Novè dia
Processó victoriosa cap a la Bit Akitu («Casa d'Akitu»), on se celebrava la victòria de Marduk al principi de la Creació sobre el drac Tiamat (deessa de les aigües inferiors). La Casa d'Akitu que els assiris de Nínive nomenaven Bet Ekribi («Casa d'Oracions» en antic assiri), estava a uns 200 metres fora de les muralles de la ciutat, on hi havia meravellosos arbres decorats i regats curosament per respecte al déu que era considerat com l'únic que atorgava naturalesa a la vida. La processó triomfal era la forma en la qual la població expressava la seva alegria a Marduk (Asshur  per als assiris, que l'hauria substituït) per la renovació del seu poder i la destrucció de les forces del mal que gairebé controlaven la vida al principi.

### Desè dia
En arribar a Bet Akitu, el déu Marduk començava la celebració, tant amb els déus del món inferior, com amb els del superior (les estàtues dels déus s'organitzaven al voltant d'una gran taula, com en un banquet), i després Marduk tornava a la ciutat a la nit, per celebrar el seu matrimoni amb la deessa Ixtar, on la terra i el cel s'uneixen, i com els déus es van unir, així va ser aquesta unió disposada en la terra. Així, el rei personifica aquest matrimoni sagrat, representant el paper de casar-se amb la més alta sacerdotessa de l'Esagila, on romandrien asseguts en el tron davant la població i recitarien poemes específics per a l'ocasió. Aquest amor portarà la vida durant la primavera.

### Onzè dia
Els déus regressaven acompanyats del seu senyor Marduk per reunir-se novament al Saló dels Destins Upshu Ukkina, on es van reunir per primera vegada al vuitè dia, i on aquesta vegada es decidirà el destí del poble de Marduk. En l'antiga filosofia assíria de la Creació, en general, es considerava com un pacte entre el cel i la terra, sempre que els éssers humans serveixin als déus fins a la seva mort, per la qual cosa, la felicitat dels déus no és completa, llevat que els humans siguin feliços també. El destí dels éssers humans seria donar la felicitat amb la condició que serveixin als déus. Així, Marduk i els déus renovarien el seu pacte amb Babilònia i després tornarien a la seva casa superior (cel).

### Dotzè dia
Últim dia d'Akitu. Els déus regressaven al temple de Marduk (les estàtues tornaven al temple) i es reprenia la vida quotidiana a Babilònia, Nínive, i la resta de les ciutats assíries.

## Akitu assíria
La festa també va ser adoptada a l'Assíria de l'edat del ferro. El rei Senaquerib el 683 aC va construir una «Casa d'Akitu» fora de les muralles d'Assur. Una altra «Casa d'Akitu» va ser construïda als afores de Nínive.

## Mitologia comparada
Marduk al mite de la festa Akitu, es conserva en l'anomenat, en anglès, Marduk Ordeal Text (KAR 143). Aquí, Marduk apareix com una deïtat de vida, mort i resurrecció, la qual cosa reflecteix l'origen agrari de la festa basat en el cicle de sembra i collita. Hi és presoner en l'inframon fins que puja novament al tercer dia. L'obvi paral·lelisme amb la mort i resurrecció de Crist celebrada a la Pasqua cristiana s'ha observat fa temps, i elaborada en detall per Zimmern en el seu editio prínceps de 1918.
Pallis, en 1926 va rebutjar alguns dels paral·lelismes cristològics assenyalats per Zimmern, però va continuar insistint en el fet que la mort de Marduk, els laments sobre seu, el seu posterior renaixement i l'alegria per la seva resurrecció és entre un dels models del Pròxim Orient, per a la mitologia comparada de Jesucrist.
El tema de la mort jove (collita/vegetal) d'un déu comú en tot l'Orient Mitjà, també es reflecteix en les llegendes de Dumuzi i d'això es fa referència a la Bíblia com «la dona que plora a Dumuzi», també en el temple del déu hebreu.

## Llegat
La festa Akitu es va continuar celebrant al llarg del període selèucida, i durant l'Imperi Romà. A començaments del segle iii, encara es continuava celebrant a Emesa, Síria, en honor del déu El-Gabal. L'emperador romà Elagàbal (r. 218-222), que era d'origen sirià, fins i tot va introduir la festa a Itàlia (Herodià, Història de Roma, 5.6).

### Festes de primavera contemporànies al Pròxim Orient
Els iranians celebren tradicionalment el 21 de març com a Noruz ("Dia Nou"). Ja b-Nissan és el nom de la festa de la primavera entre els assiris que se celebra l'1 d'abril, que correspon a l'inici del calendari assiri. El nom accadi Akitu s'ha tornat a introduir a l'Asirianisme, amb data 1 de Nisan del "calendari assiri", introduït en la dècada de 1950, que es correspon amb l'1 d'abril del calendari gregorià.